# Mozsor
Mozsor (szerbül Мошорин / Mošorin) település Szerbiában, a Vajdaságban, a Dél-bácskai körzetben, Titel községben.

## Fekvése
A titeli-fennsíktól északra, a történelmi Sajkásvidéken fekszik a Tisza jobb partja közelében.

## Története
A falu első írásos emléke a 16. századból való, mint szerb falu. 1699-től a Habsburg Birodalomhoz tartozott. 1873-tól 1918-ig Bács-Bodrog vármegye része volt.
Az első világháború után a Szerb–Horvát–Szlovén Királyság, majd Jugoszlávia része lett.
1941-ben visszakerült Magyarországhoz. 1942-ben az újvidéki razziaként ismert események során a magyar hatóságok 205 főt öltek meg, melyből 170 szerb, 34 cigány és 1 magyar volt.
A település 1944-ben újra Jugoszlávia része lett. Ekkor a bevonuló partizánok, válaszul az 1942-es eseményekre, szabályos népirtást hajtottak végre a magyarok körében. A vérengzések túlélőit internáló táborokba zárták, vagyonukat elkobozták. A kitelepítettek soha többé nem térhettek vissza Mozsorra.
1945-ig a falu lakosságának kb. 20%-a volt magyar nemzetiségű, de Tito partizánjai kiűzték és megölték a magyar lakosságot nem csak innen, hanem Csúrogról és Zsablyáról is.
2014-ben született meg az a szerbiai rendelet, amely eltörölte a Mozsor, Csúrog és Zsablya települések magyar lakosságának kollektív bűnösségét kimondó jogszabályt. A rendeletre mintegy hetven évet kellett várnia a helyieknek. A magyar kormány üdvözölte a döntést, amelyet a szerb-magyar megbékélés fontos állomásának nevezett.

## Népesség

### Demográfiai változások
| 1948 | 1953 | 1961 | 1971 | 1981 | 1991 | 2002 | 2011 |
| ---- | ---- | ---- | ---- | ---- | ---- | ---- | ---- |
| 3035 | 3065 | 2906 | 2694 | 2483 | 2552 | 2763 | 2569 |